# Bradley Barcola
Pour les articles homonymes, voir Barcola.
Bradley Barcola, né le 2 septembre 2002 à Lyon, est un footballeur international français, qui évolue au poste d'ailier gauche au Paris Saint-Germain.
Formé à l'Olympique lyonnais où il découvre le monde professionnel, il rejoint ensuite le Paris Saint-Germain avec qui il remporte ses premiers titres notamment deux titres de champion de France et une Ligue des champions.
Sélectionné en équipe de France depuis 2024, il est sélectionné pour participer à l'Euro 2024. Le 6 septembre 2024, il marque son premier but avec l'Équipe de France contre l'Italie, après 13 secondes de jeu, ce qui représente le but le plus rapide de l'histoire de l'Équipe de France.

## Biographie

### Enfance
Bradley Barcola naît en France d'une mère française et d'un père togolais. Il est le frère cadet de Malcolm Barcola, gardien de but international togolais qui a aussi joué à l'OL de 2016 à 2022.

### Carrière en club

#### Débuts et formation à l'Olympique lyonnais (2008-2021)
Bradley Barcola commence le football à l'AS Buers Villeurbanne en 2008, avant de rejoindre l'Olympique lyonnais deux ans plus tard.
Lors de la saison 2019-2020, il est le meilleur buteur de l'équipe des moins de 19 ans avec 11 buts en 17 rencontres, et est titularisé lors de tous les matchs d'UEFA Youth League. Le 17 janvier 2020, il signe son premier contrat stagiaire à l'Olympique lyonnais.
À l'été 2021, il dispute un match amical avec l'équipe première contre Bourg-en-Bresse, et se met en valeur en étant buteur et passeur décisif.

#### Passage chez les professionnels à l'Olympique lyonnais (2021-2023)
Le 13 septembre 2021, il signe son premier contrat professionnel, d'une durée de trois saisons.
Il dispute son premier match en professionnel le 4 novembre 2021 en Ligue Europa face au Sparta Prague, en entrant en jeu à huit minutes du terme à la place de Rayan Cherki. Dans le temps additionnel de la rencontre, il distribue une passe décisive à Karl Toko-Ekambi pour le dernier but de la victoire 3-0. Il est titularisé pour la première fois face à l'Olympique de Marseille le 1er mai 2022.
Titularisé en Coupe de France contre le FC Metz le 7 janvier 2023, il inscrit son premier but en compétition officielle avec l'OL. Il faudra attendre quelques semaines pour le voir inscrire son premier but en Ligue 1 lors d'une rencontre face à Troyes le 4 février 2023. Il est désigné meilleur joueur des mois de janvier et février 2023 par les supporters lyonnais.
Le 2 avril 2023, lors de la 29e journée du championnat, il inscrit l'unique but du match contre le PSG, permettant à Lyon de s'imposer au Parc des Princes (0-1).

#### Transfert au Paris Saint-Germain (depuis 2023)
Le 31 août 2023, il quitte son club formateur et s'engage pour 5 saisons avec le Paris Saint-Germain contre un montant de 45 millions d'euros auxquels s'ajoutent 5 millions de bonus,. Deux jours plus tard, il dispute son premier match avec le Paris Saint-Germain en remplaçant Ousmane Dembélé à la 75e minute. Hasard du calendrier, c'est sur la pelouse de son ancien club qu'il joue ses premières minutes, conspué par le public lyonnais dès l'échauffement et jusqu'à la fin du match. Le 9 décembre 2023, lors de la 15e journée de Ligue 1, il inscrit son premier but sous le maillot parisien sur la pelouse du Parc des Princes face au FC Nantes
Les performances de Barcola lui permettent de décrocher une place de titulaire en fin de saison. Il est notamment aligné en attaque avec Kylian Mbappé et Ousmane Dembélé pour les matchs importants en Ligue des Champions.
Dès le début de la saison 2024-2025, il prend un rôle central au sein du PSG. Face au Montpellier HSC, lors de la 2e journée, il inscrit un doublé remarqué : le premier de sa carrière. Analysant sa prestation après le match, il explique au micro de DAZN : "Je me suis libéré depuis l'Euro. J'ai pris conscience que je peux faire des différences". Il entre en jeu lors de la finale de la Ligue des champions remportée cinq buts à zéro contre l'Inter Milan.

### Carrière en sélection

#### Avec les équipes jeunes
En janvier 2020, Bradley Barcola est convoqué avec l'équipe de France des moins de 18 ans, sans toutefois disputer aucune rencontre sous le maillot bleu.
Le 29 mars 2022, il joue son premier match avec l'équipe de France des moins de 20 ans lors d'un match amical face au Portugal (défaite 1-3), en remplaçant Sékou Mara à la 74e minute de jeu.
En 2023, lors de l'Euro Espoirs, il inscrit ses deux premiers buts avec l'équipe de France Espoirs face à l'Italie et face à la Suisse.
Le 3 juin 2024, Thierry Henry le sélectionne dans une pré-liste de 25 joueurs afin de disputer les Jeux olympiques de 2024 à Paris.

#### Avec l'équipe A
Le 16 mai 2024, il est convoqué pour la première fois dans la liste de Didier Deschamps pour participer à l'Euro 2024.
Le 6 septembre 2024, après six matchs joués, il marque au Parc des Princes, son premier but avec la France contre l'Italie, après 13 secondes de jeu. Ce but devient par la même occasion le plus rapide de l'histoire de l'Équipe de France.
En mai, il fait partie du groupe de 25 joueurs convoqués pour participer à la phase finale de Ligue des nations. Il entre en jeu en demi-finale mais quitte le groupe sur blessure avant le petite finale remportée par les bleus.

## Statistiques

### En club
| Saison                | Club                  | Championnat           | Championnat | Championnat | Championnat | Coupe(s) nationale(s) | Coupe(s) nationale(s) | Coupe(s) nationale(s) | Supercoupe | Supercoupe | Supercoupe | Compétition(s) continentale(s) | Compétition(s) continentale(s) | Compétition(s) continentale(s) | Compétition(s) continentale(s) | Coupe du monde des clubs | Coupe du monde des clubs | Coupe du monde des clubs | Supercoupe de l'UEFA | Supercoupe de l'UEFA | Supercoupe de l'UEFA | Total | Total | Total |
| Saison                | Club                  | Division              | M.          | B.          | P.d.        | M.                    | B.                    | P.d.                  | M.         | B.         | P.d.       | Comp.                          | M.                             | B.                             | P.d.                           | M.                       | B.                       | P.d.                     | M.                   | B.                   | P.d.                 | M.    | B.    | P.d.  |
| 2021-2022             | Olympique lyonnais    | Ligue 1               | 11          | 0           | 1           | -                     | -                     | -                     | -          | -          | -          | C3                             | 2                              | 0                              | 1                              | -                        | -                        | -                        | -                    | -                    | -                    | 13    | 0     | 2     |
| 2022-2023             | Olympique lyonnais    | Ligue 1               | 26          | 5           | 8           | 5                     | 2                     | 1                     | -          | -          | -          | -                              | -                              | -                              | -                              | -                        | -                        | -                        | -                    | -                    | -                    | 31    | 7     | 9     |
| 2023-2024             | Olympique lyonnais    | Ligue 1               | 3           | 0           | 0           | -                     | -                     | -                     | -          | -          | -          | -                              | -                              | -                              | -                              | -                        | -                        | -                        | -                    | -                    | -                    | 3     | 0     | 0     |
| Sous-total            | Sous-total            | Sous-total            | 40          | 5           | 9           | 5                     | 2                     | 1                     | -          | -          | -          | -                              | 2                              | 0                              | 1                              | -                        | -                        | -                        | -                    | -                    | -                    | 47    | 7     | 11    |
| 2023-2024             | Paris Saint-Germain   | Ligue 1               | 25          | 4           | 7           | 3                     | 0                     | 0                     | 1          | 0          | 1          | C1                             | 10                             | 1                              | 1                              | -                        | -                        | -                        | -                    | -                    | -                    | 39    | 5     | 9     |
| 2024-2025             | Paris Saint-Germain   | Ligue 1               | 34          | 14          | 10          | 6                     | 4                     | 4                     | 1          | 0          | 0          | C1                             | 17                             | 3                              | 5                              | 6                        | 0                        | 2                        | -                    | -                    | -                    | 64    | 21    | 21    |
| 2025-2026             | Paris Saint-Germain   | Ligue 1               | -           | -           | -           | -                     | -                     | -                     | -          | -          | -          | C1                             | -                              | -                              | -                              | -                        | -                        | -                        | 1                    | 0                    | 0                    | 1     | 0     | 0     |
| Sous-total            | Sous-total            | Sous-total            | 59          | 18          | 17          | 9                     | 4                     | 4                     | 2          | 0          | 1          | -                              | 27                             | 4                              | 6                              | 6                        | 0                        | 2                        | 1                    | 0                    | 0                    | 104   | 26    | 30    |
| Total sur la carrière | Total sur la carrière | Total sur la carrière | 99          | 23          | 26          | 14                    | 6                     | 5                     | 2          | 0          | 1          | -                              | 29                             | 4                              | 7                              | 6                        | 0                        | 2                        | 1                    | 0                    | 0                    | 151   | 33    | 41    |

### En sélection nationale
| Saison                | Sélection             | Phases finales              | Phases finales | Phases finales | Phases finales | Éliminatoires | Éliminatoires | Éliminatoires | Ligue des nations | Ligue des nations | Ligue des nations | Matchs amicaux | Matchs amicaux | Matchs amicaux | Total | Total | Total |
| Saison                | Sélection             | Compétition                 | M              | B              | Pd             | M             | B             | Pd            | M                 | B                 | Pd                | M              | B              | Pd             | M     | B     | Pd    |
| --------------------- | --------------------- | --------------------------- | -------------- | -------------- | -------------- | ------------- | ------------- | ------------- | ----------------- | ----------------- | ----------------- | -------------- | -------------- | -------------- | ----- | ----- | ----- |
| 2023-2024             | France                | Euro 2024                   | 3              | 0              | 0              | -             | -             | -             | -                 | -                 | -                 | -              | 2              | 1              | 3     | 2     | 1     |
| 2024-2025             | France                | Ligue des nations 2024-2025 | 1              | 0              | 0              | -             | -             | -             | 8                 | 2                 | 0                 | -              | -              | -              | 9     | 2     | 0     |
| Total sur la carrière | Total sur la carrière | Total sur la carrière       | 4              | 0              | 0              | -             | -             | -             | 8                 | 2                 | 0                 | 2              | 0              | 1              | 14    | 2     | 1     |

### Liste des matchs internationaux
| Matchs internationaux de Bradley Barcola | Matchs internationaux de Bradley Barcola | Matchs internationaux de Bradley Barcola            | Matchs internationaux de Bradley Barcola | Matchs internationaux de Bradley Barcola | Matchs internationaux de Bradley Barcola | Matchs internationaux de Bradley Barcola                             |
|                                          | Date                                     | Lieu                                                | Adversaire                               | Résultat                                 | Compétition                              | Notes                                                                |
| ---------------------------------------- | ---------------------------------------- | --------------------------------------------------- | ---------------------------------------- | ---------------------------------------- | ---------------------------------------- | -------------------------------------------------------------------- |
| 1.                                       | 5 juin 2024                              | Stade Saint-Symphorien, Longeville-lès-Metz, France | Luxembourg                               | 3 - 0                                    | Match amical                             | Entre en jeu à la place de Marcus Thuram à la 81e minute de jeu.     |
| 2.                                       | 9 juin 2024                              | Matmut Atlantique, Bordeaux, France                 | Canada                                   | 0 - 0                                    | Match amical                             | Entre en jeu à la place d'Olivier Giroud à la 62e minute de jeu.     |
| 3.                                       | 25 juin 2024                             | BVB Stadion Dortmund, Dortmund, Allemagne           | Pologne                                  | 1 - 1                                    | Euro 2024                                | Titulaire et remplacé par Olivier Giroud à la 61e minute de jeu.     |
| 4.                                       | 5 juillet 2024                           | Volksparkstadion, Hambourg, Allemagne               | Portugal                                 | 0 - 0 3-5 t.a.b                          | Euro 2024                                | Entre en jeu à la place de Kylian Mbappé à la 106e minute de jeu.    |
| 5.                                       | 9 juillet 2024                           | Munich Football Arena, Munich, Allemagne            | Espagne                                  | 2 - 1                                    | Euro 2024                                | Entre en jeu à la place de Randal Kolo Muani à la 62e minute de jeu. |
| 6.                                       | 6 septembre 2024                         | Parc des Princes, Paris, France                     | Italie                                   | 1 - 3                                    | Ligue des nations 2024-2025              | Titulaire.                                                           |
| 7.                                       | 9 septembre 2024                         | Parc Olympique lyonnais, Décines-Charpieu, France   | Belgique                                 | 2 - 0                                    | Ligue des nations 2024-2025              | Entre en jeu à la place de Marcus Thuram à la 67e minute de jeu.     |
| 8.                                       | 10 octobre 2024                          | Bozsik Aréna, Budapest, Hongrie                     | Israël                                   | 1 - 4                                    | Ligue des nations 2024-2025              | Entre en jeu à la place de Michael Olise à la 70e minute de jeu.     |
| 9.                                       | 14 octobre 2024                          | Stade Roi Baudouin, Bruxelles, Belgique             | Belgique                                 | 1 - 2                                    | Ligue des nations 2024-2025              | Titulaire et remplacé par Christopher Nkunku à la 74e minute de jeu. |
| 10.                                      | 14 novembre 2024                         | Stade de France, Saint-Denis, France                | Israël                                   | 0 - 0                                    | Ligue des nations 2024-2025              | Titulaire et remplacé par Christopher Nkunku à la 71e minute de jeu. |
| 11.                                      | 17 novembre 2024                         | Stade San Siro, Milan, Italie                       | Italie                                   | 1 - 3                                    | Ligue des nations 2024-2025              | Entre en jeu à la place de Marcus Thuram à la 78e minute de jeu.     |
| 12.                                      | 20 mars 2025                             | Stade de Poljud, Split, Croatie                     | Croatie                                  | 2 - 0                                    | Ligue des nations 2024-2025              | Entre en jeu à la place de Randal Kolo Muani à la 64e minute de jeu. |
| 13.                                      | 23 mars 2025                             | Stade de France, Saint-Denis, France                | Croatie                                  | 2 - 0 5-4 t.a.b                          | Ligue des nations 2024-2025              | Titulaire et remplacé par Désiré Doué à la 66e minute de jeu.        |
| 14.                                      | 5 juin 2025                              | MHPArena, Stuttgart, Allemagne                      | Espagne                                  | 5 - 4                                    | Ligue des nations 2024-2025              | Entre en jeu à la place de Désiré Doué à la 63e minute de jeu.       |

### Buts internationaux
| Buts internationaux de Bradley Barcola | Buts internationaux de Bradley Barcola | Buts internationaux de Bradley Barcola | Buts internationaux de Bradley Barcola | Buts internationaux de Bradley Barcola | Buts internationaux de Bradley Barcola | Buts internationaux de Bradley Barcola | Buts internationaux de Bradley Barcola | Buts internationaux de Bradley Barcola |
|                                        | Date                                   | Lieu                                   | Adversaire                             | Résultat                               | Compétition                            | Notes                                  | Notes                                  | Sel.                                   |
| -------------------------------------- | -------------------------------------- | -------------------------------------- | -------------------------------------- | -------------------------------------- | -------------------------------------- | -------------------------------------- | -------------------------------------- | -------------------------------------- |
| 1.                                     | 6 septembre 2024                       | Parc des Princes, Paris, France        | Italie                                 | 1 - 3                                  | Ligue des nations 2024-2025            | 1 - 0                                  | 1re du pied droit                      | 6e                                     |
| 2.                                     | 10 octobre 2024                        | Bozsik Aréna, Budapest, Hongrie        | Israël                                 | 1 - 4                                  | Ligue des nations 2024-2025            | 1 - 4                                  | 89e du pied droit                      | 8e                                     |

## Palmarès

### En club
Formé à l'Olympique lyonnais, c'est avec le Paris Saint-Germain que Bradley Barcola remporte les premiers titres de sa carrière en soulevant dès son arrivée le Trophée des champions 2023. En fin de saison, il est sacré Champion de France et remporte la Coupe de France. Sa deuxième saison débute en remportant un nouveau Trophée des Champions. Il est de nouveau sacré champion de France en 2025 et remporte une seconde Coupe de France. Le 31 Mai 2025, il remporte la Ligue des Champions puis s'incline quelques semaines plus tard en finale de Coupe du monde des clubs puis la Supercoupe de l'UEFA.
| Paris Saint-Germain (8) |
| --- |
| - Ligue des champions (1) : - Vainqueur en 2025 - Supercoupe de l'UEFA (1) : - Vainqueur : 2025 - Trophée des champions (2) : - Vainqueur en 2023 et 2024 - Championnat de France (2) : - Vainqueur en 2024 et 2025 - Coupe de France (2) : - Vainqueur en 2024 et 2025 - Coupe du monde des clubs : - Finaliste en 2025 |

### Distinctions individuelles
- Élu joueur du mois de Ligue 1 en septembre 2024[24]